# Fargesia papyrifera
Fargesia papyrifera är en gräsart som beskrevs av Tong Pei Yi. Fargesia papyrifera ingår i släktet bergbambusläktet, och familjen gräs. Inga underarter finns listade i Catalogue of Life.